# 瓊麻工業歷史展示區

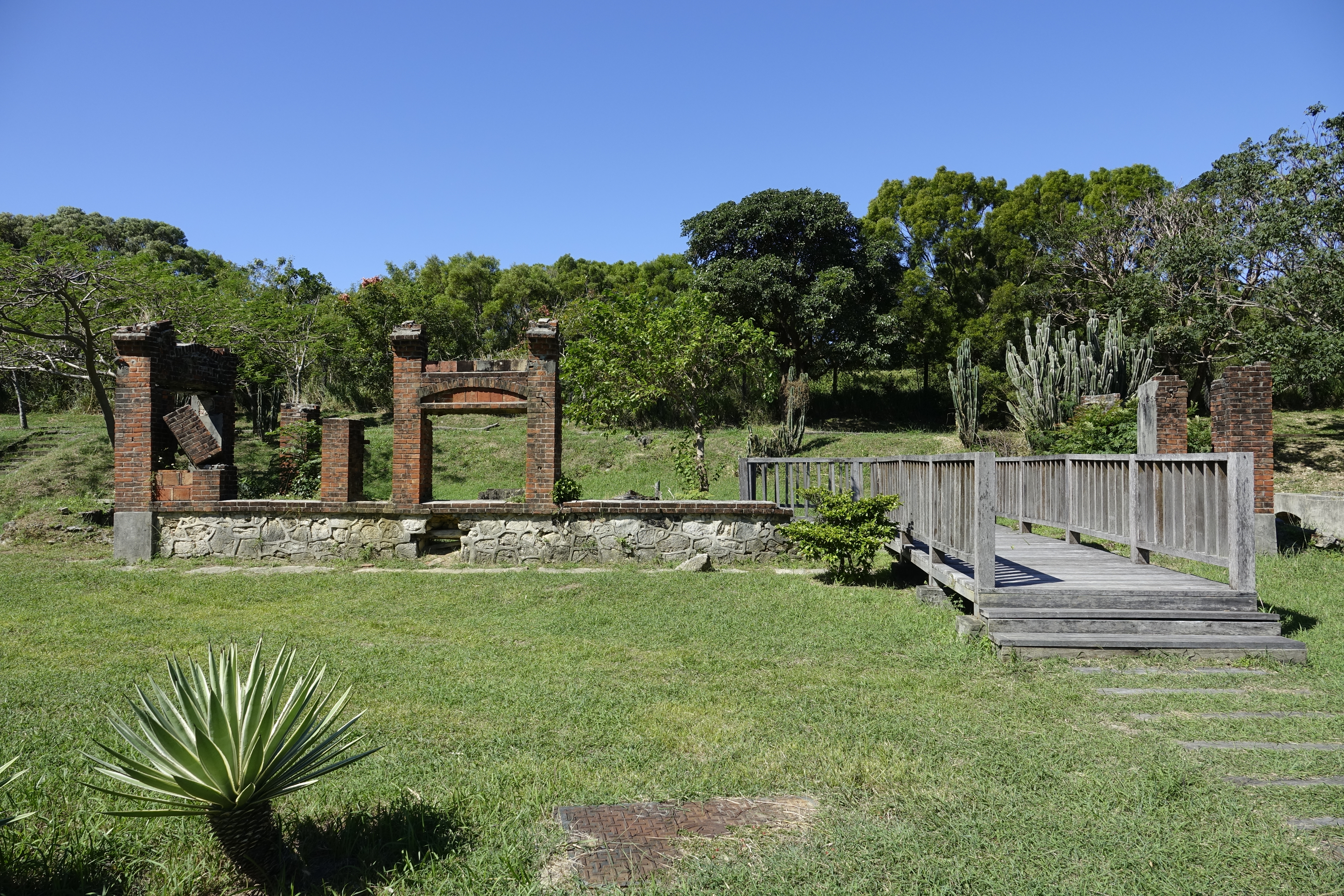
瓊麻工業歷史展示區的宿舍遺跡

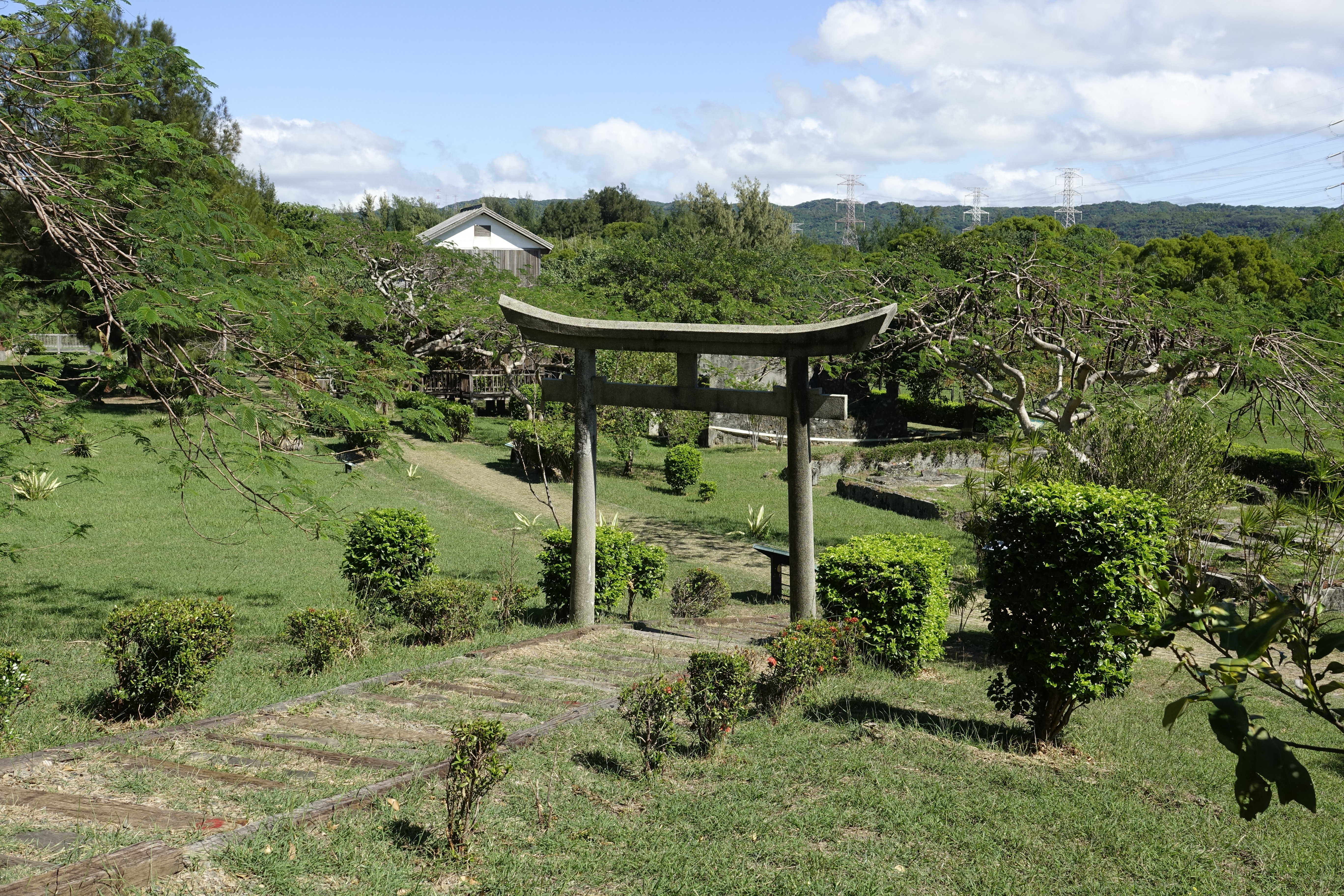
瓊麻工業歷史展示區的神社遺跡

瓊麻工業歷史展示區，是位於台灣屏東縣恆春鎮的一個展示園區，由過往的瓊麻加工園區改建而成。

## 歷史
1901年美國領事達文生先生自中美洲引進瓊麻，恆春半島由於風勢強烈且多晴日，麻質堅韌優良，為全台瓊麻工業之重鎮。
但人造纖維問世後，麻繩漸為尼龍繩取代，麻業遂日趨式微。然而瓊麻工業近五十年來對恆春半島發展史及經濟民生有極其深遠之影響。
墾丁國家公園為保存人文資產，展示地區性特色，於1984年5月起研聘專家勘察，預計將區內日治時代之建築物、曬麻場，英製自動採纖機等原有設施加以整頓，並就恆春瓊麻產業歷史及其背景作一整體探究，成立「瓊麻工業歷史展示區」，俾建立南台灣農工業歷史演進之環境教育及現場展示解說實體展覽，為墾丁國家公園增加人文教育之功能。

## 外部連結
- 瓊麻工業歷史展示區 （页面存档备份，存于）